# Gertruda Leńska
Gertruda Helena Leńska (ur. 1915, zm. 1998) – polska nauczycielka, pracowniczka siatki wywiadowczej S-VII Armii Krajowej w Poznaniu

## Życiorys
Urodziła się w Nadrenii, w Niemczech, a w 1920 roku jej rodzina przeprowadziła się do Poznania. Uczęszczała do szkoły powszechnej, a następnie do gimnazjum im. Dąbrówki  w Poznaniu. W tym okresie też wstąpiła do Przysposobienia Wojskowego Kobiet. Studiowała na Uniwersytecie Poznańskim, gdzie uzyskała dyplom magistra wychowania fizycznego.  

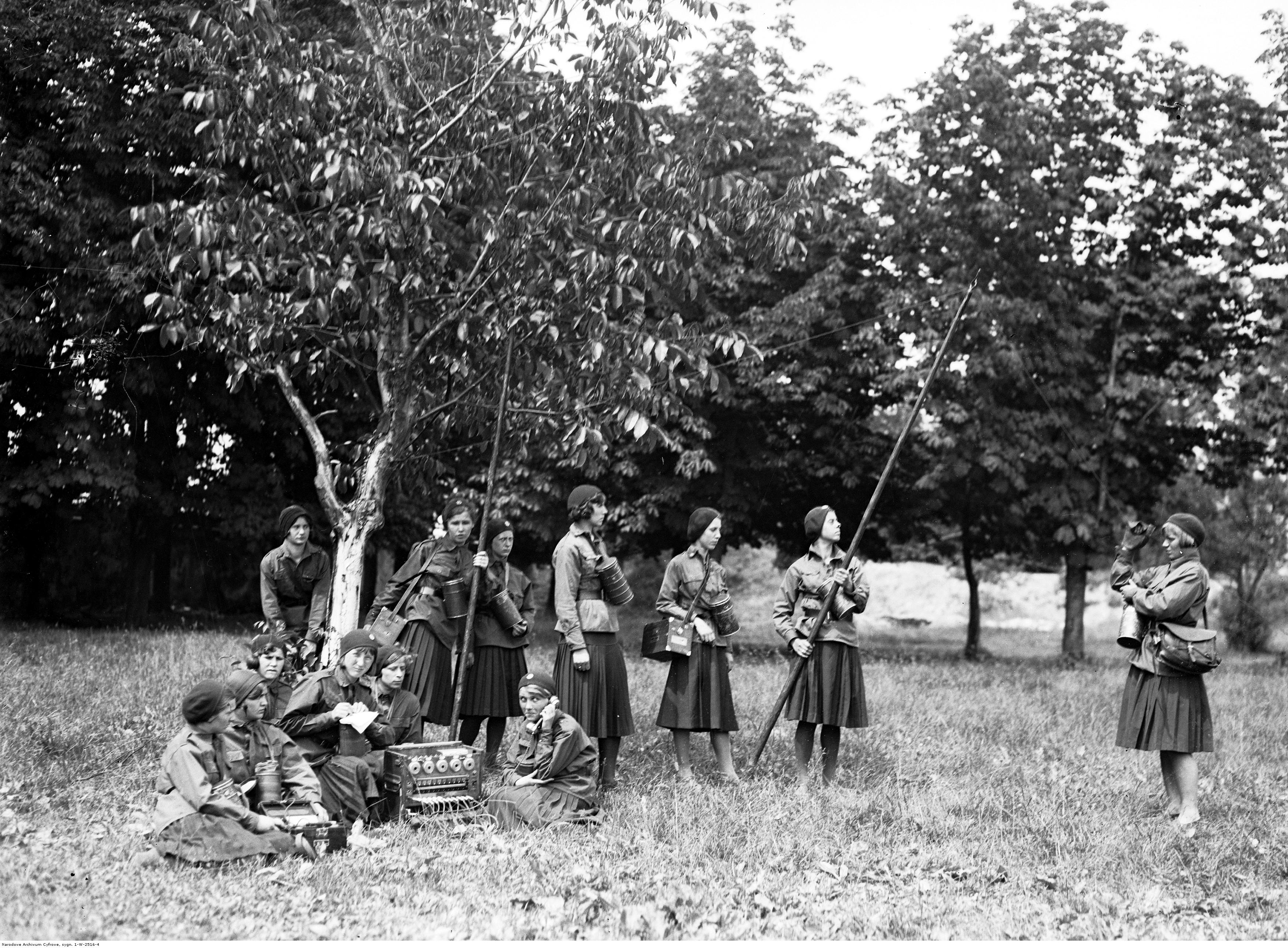
Członkinie PWK podczas ćwiczeń z łącznicą polową,1932

W 1937 roku podjęła pracę zawodową w gimnazjum i liceum im. Matki Marceli w Jazłowcu, gdzie poza lekcjami WF-u prowadziła zajęcia z przysposobienia wojskowego. Była uczestniczką 6-tygodniowego kursu dla kadry nauczycielskiej w Warszawie z przysposobienia wojskowego, gdzie została skierowana przez Kuratorium Okręgu Szkolnego we Lwowie. Ukończyła ten kurs ze stopniem instruktorki ratownictwa sanitarnego, w sytuacji wojennej upoważniający do prowadzenia samodzielnego polowego punktu sanitarnego. 

### Działalność konspiracyjna
Jeszcze w okresie szkolnym zaprzyjaźniła się z Zofią Ścibór, Zofią Cielecką i Wilhelminą Gunter i wspólnie zaangażowały w działania konspiracyjne siatki wywiadowczej S-VII. W trakcie okupacji początkowo pracowała w Powszechnym Towarzystwie Ubezpieczeń, a z 1 stycznia 1941 roku w celach wywiadowczych przeniosła się jako stenotypistka do biura  w Deutsche Waffen und Munitionsfabriken (Zakłady Broni i Amunicji utworzone na terenie byłych zakładów Cegielskiego). Dostarczała informacje dotyczące zaopatrzenia materiałowego i gospodarki materiałowej w DWM w zakresie materiałów hutniczych (stali) i metali nieżelaznych,  a zwłaszcza miedzi, produkcji zakładów, zamówień, współpracy fabryki z zakładami kooperującymi i dane o odbiorcach produkcji. 

### Areszt
1 listopada 1943 roku została aresztowana wraz z pozostałymi członkami i członkiniami siatki S-VII. Po przesłuchaniach w Domu Żołnierza była więziona w Forcie VII w celi 16 i w obozie w Żabikowie. 

Mnie zabrano w południe z miejsca pracy. Z dwoma gestapowcami cżarną limuzyną pojechałam do Domu żołnierza. Tutaj urzędując na trzecim piętrze gestapowiec Train, prowadzący śledztwo w naszej sprawie, poddał mnie natychmiatowemu, błyskawicznemu przesłuchaniu. Twierdził, że mają dokładne rozeznanie co do naszej działalności. Zadawał liczne, drobiazgowe pytania. Uderzeniem w twarz i groźbą tortur chciał mnie zmusić do przyznania się. [...] Wytrwałam i nie przyznałam się do działalności w siatce, dając wykręte odpowiedzi [...]

Od grudnia 1943 roku do 20 kwietnia 1944 roku przebywała w więzieniu w Zwickau. Rozprawa w jej sprawie (oraz czterech innych członków siatki) odbyła się 26 kwietnia 1944 roku przed Trybunałem Ludowym w Berlinie i trwała kilka godzin. Ze względu na doskonałą znajomość języka niemieckiego oraz świadomość braku dowodów przeciwko niej broniła się sama. Jako jedyna z 5 oskarżonych  w trakcie rozprawy została uniewinniona. Została ponownie przewieziona do obozu w Żabikowie, gdzie przebywała do 13 czerwca 1944 roku.  